# Parco nazionale El Caura
Il Parco Nazionale El Caura è un'area protetta con una superficie di 75.340 km², è il parco più grande del Venezuela, il secondo al mondo, ed il secondo più recentemente creato (2017), dopo il Parco Nazionale del Dr. José Gregorio Hernández (2021).

## Storia
Nel 1968, il governo di Raúl Leoni decretò la creazione di diverse aree protette comprese le riserve forestali che comprendono l'area di Caura; nel 2008, il governo di Hugo Chávez creò il Piano Caura, volto a proteggere le risorse di questo spazio.
Nel marzo 2017, l'amministrazione di Nicolás Maduro decretò la creazione del Parco Nazionale di El Caura per preservare gli spazi, di questa vasta regione, tra gli stati di Bolívar, e Amazonas. A marzo 2018, è stato presentato il suo primo piano di gestione.

## Ecosistema
Flora
La riserva si trova nella zona di vita della foresta umida tropicale; mette in evidenza le specie vegetali come: olio di cabimo, carrubo, araguaney, mogano e carapa. La riserva ha una superficie di 5.134.000 ettari (51.340 km²); temperatura media annua, è di 32 °C, e le precipitazioni medie annue sono di 2.271 mm.
Fauna
La fauna rappresentativa del Parco Nazionale di El Caura comprende: il tapiro, il formichiere, la scimmia ragno dal ventre giallo, il cervo e la gru (oltre agli altri uccelli). Ospita anche grandi carnivori come: il giaguaro, il puma e il furetto. Molte di queste popolazioni risentono della pressione dovuta alla caccia e alla sedentarizzazione delle comunità.